# Дьомін Віктор
Віктор «Слава» Дьомін (нар. 26 жовтня 1984, Львів) — український радіо- та телеведучий, інтерв'юер і блогер.
Відомий завдяки проєкту «Слава Дьомін», де спілкується з українськими знаменитостями.

## Біографія й освіта
Народився у Львові, де й провів дитинство.  

Про плутанину імен сам Віктор розповідає: 
Я по паспорту Віктор Дьомін… Але мені не подобається, коли мене так називають. Тому що в мене погані асоціації з цим іменем з дитинства… Я хотів би змінити його в паспорті, але дуже багато волокіти 
Навчався у львівській школі № 56. Після завершення середньої освіти вступив до Львівського національного університету імені Івана Франка, де здобув фах журналіста. 
Закінчив університет у 2011 році.

## Кар'єра
Перший досвід у медіасфері отримав у підлітковому віці: у 14 років вийшов в ефір на «Львівській хвилі» в програмі з освідченнями 14 лютого 2002 року.
З 2004 по 2008 роки працював на «Русское радио Україна» у Києві, де отримав сценічне ім'я «Слава».
У 2013 році став ведучим на «Люкс ФМ», зокрема ранкової програми «Зарядка», яку веде до сьогодні.
У 2018—2021 роках брав участь у телешоу:
- «Зірки під гіпнозом» (Новий канал),
- «Пекельна кухня» (1+1),
- «Голос країни» (11 сезон, ведучий бекстейджу).

У червні 2022 року став ведучим програми “Ранок з Україною” на телеканалі “Україна”.
З квітня 2024 року став ведучим музичного проєкту “Муз_тренд” на телеканалі “Дім”.
У 2013 році запустив YouTube‑канал «Слава Дьомін», де бере інтерв'ю у відомих українських діячів — артистів, політиків, телеведучих. Станом на 2025 рік YouTube‑канал має понад 293 тисяч підписників.
Активний у Instagram, TikTok, веде власний Telegram‑канал.

## Особисте життя
У шлюбі з Ксенією Міщенко прожив 13 років. Пара не оформлювала офіційне розлучення, але у 2021 році вони розійшлися, зберігши дружні стосунки. Виховують сина Влада, з яким за словами ведучого проводить багато часу.
У 2023 році відкрито розповів про конфлікт із матір'ю, яка живе в Іспанії та підтримує російську агресію. Її участь у проросійських мітингах викликала в нього шок і остаточний розрив стосунків.
Раніше також намагався позбавити її батьківських прав через психологічне насильство у дитинстві.

## Нагороди
- Телетріумф, 2018 — найкращий ранковий ведучий
- Телетріумф, 2020 — розважальне шоу
- Телетріумф, 2022 — реаліті-формат

## Цікаві факти
- Вважає себе амбівертованою особистістю: поєднує публічність з потребою в усамітненні.
- Ніколи не мріяв стати телеведучим — хотів бути журналістом або діджеєм.
- Його улюблений колір — чорний, але він часто одягає яскраві речі.
- Один із його найулюбленіших фільмів — «Форрест Ґамп»[6].